# Mixophyes iteratus
Espèce
Statut de conservation UICN

 EN B2ab(ii,iii,iv,v) : En danger
Mixophyes iteratus est une espèce d'amphibiens de la famille des Myobatrachidae.

## Répartition
Cette espèce est endémique de l'Est de l'Australie,. Elle se rencontre dans l'est de la Nouvelle-Galles du Sud et dans le sud-est du Queensland. Son aire de répartition couvre environ 110 000 km2.

## Description

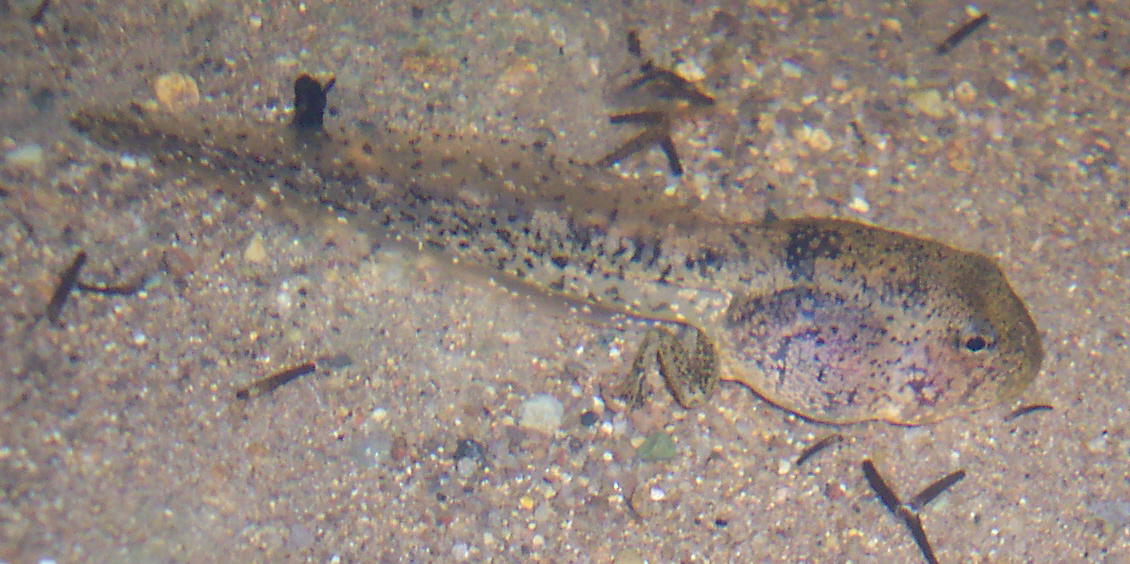
Têtard de Mixophyes iteratus

Mixophyes iteratus mesure jusqu'à 120 mm, ce qui en fait la deuxième plus grande espèce d'amphibiens d'Australie. Son dos est brun foncé avec des taches sombres. Son ventre est blanc.
Les têtards peuvent mesurer jusqu'à 84 mm.

## Publication originale
- Straughan, 1968 : A taxonomic review of the genus Mixophyes (Anura, Leptodactylidae). Proceedings of the Linnean Society of New South Wales, vol. 93, p. 52-59 (texte intégral).